# Molge italica molisana
Molge italica molisana Altobello, 1926 est un urodèle qui résulte de l'hybridation entre les espèces Lissotriton meridionalis  et Lissotriton italicus.

## Publication originale
- Altobello, 1926 : Vertebrati del Molise e dellAbruzzo, Forme locali, Annuario. Istituto Tecnico L. Pilla, Campobasso, p. 1-26.